# 丘世喬
丘世喬（1462年—？），字民望，廣東潮州府海陽縣人，軍籍，明朝政治人物。

## 生平
成化二十二年（1486年）丙午科廣東鄉試第二十三名舉人。弘治十五年（1502年）中式壬戌科會試第二百二十六名，三甲第一百零一名進士。，授光泽县知县，调繁沙县，行取广西道御史。

## 家族
曾祖丘述；祖父丘統；父丘尚，通判。母蘇氏。慈侍下。